# Insenatura di Odom
L'insenatura di Odom (in inglese Odom Inlet) è un'insenatura ricoperta di ghiaccio, lunga circa 9 km e situata sulla costa di Black, nella parte orientale della Terra di Palmer, in Antartide. L'insenatura si estende in particolare da capo Howard a capo MacDonald.
All'interno dell'insenatura, le cui acque sono ricoperte dalla piattaforma glaciale Larsen D, o comunque delle cale situate sulla sua costa, si gettano diversi ghiacciai, tra cui il Cline, l'Haley, il Muus e il Soto.

## Storia
L'insenatura di Odom fu scoperta da alcuni membri del Programma Antartico degli Stati Uniti d'America di stanza alla base Est che nel 1940 esplorarono questa costa sia via terra che con ricognizioni aeree. Gli stessi la battezzarono poi così in onore Howard Odom, un radio operatore della base Est.